# 變身成黑辣妹之後就和死黨上床了。
《變身成黑辣妹之後就和死黨上床了。》是由創作的BL漫畫。改編電視動畫將於2021年4月4日首播。

## 劇情大綱
千早瑠依和千原獅音是一對死黨，兩人長相英俊，都很受女性歡迎。某日兩人在海邊搭訕女性時，獅音被下藥並因此變成女性；不知情的瑠依對女性的獅音很有好感，並在發現她是獅音後與她發生性關係。之後獅音變回男性，但瑠依仍持續與他發生性關係，並表示自己不介意性別。由於獅音的性別仍持續在男女之間轉換，且原因未明，他們便開始尋找讓獅音變回男性的方法。

## 登場人物
千早瑠依（聲：古川慎）
大學2年級。因為帥氣的臉龐而且深受歡迎的性格而對於少女們相當溫柔，對於獅音則會展現出撒嬌的態度。
對於變成女性的獅音感到興奮，而與他發生性關係。但就算獅音變回男性，也完全不在意地與他繼續發生性關係。
千原獅音（聲：山本和臣）
大學2年級。因為充滿元氣而又有許多可愛的表現而因此受到歡迎，因為太過喜歡女生而在某日遭到不明人士下藥。
女體化後，會變成留著短髮造型的巨乳黑皮辣妹。
綴喜創（聲：下妻由幸）
29歳。是瑠依的好友，因為熟悉人體而被稱為「老師」。
宇榮原真由（聲：水谷麻鈴）
大學2年級生。是選美比賽第1名，喜歡瑠依。

## 出版書籍
| 卷數 | 彗星社        | 彗星社                 | 青文出版社    | 青文出版社             |
| 卷數 | 發售日期      | ISBN                   | 發售日期      | ISBN                   |
| ---- | ------------- | ---------------------- | ------------- | ---------------------- |
| 1    | 2020年7月18日 | ISBN 978-4-434-27432-9 | 2021年3月22日 | ISBN 978-986-512-879-1 |

## 電視動畫版
2021年4月時起，以《變身成黑辣妹之後就和死黨上床了。》的標題在TOKYO MX、BS11等頻道播放。做為搶先播放，在2月11日，於YouTube以及ComicFestaアニメ等網路平台事先播放第1話。另外在收費串流平台ComicFestaアニメ上，有播放限制年齢的完整版。

### 工作人員
- 原作 - 織島ユポポ[2]
- 企劃・製作- 瀬川章子
- 導演 - ちょっこう[2]
- 劇本 - 黒崎エーヨ[2]、石倉禮[2]
- 角色設定・總作畫監督 - McQ1[2]
- 美術監督 - 花屋敷波子、野山珠子
- 色彩設計 - 綾小路麗華
- 編輯 - 新海コウキ
- 音響監督 - みさわあやこ[2]
- 音響製作 - ブラックフラッグ[2]
- 音樂 - 河村利典
- 製作人- 相馬あかり
- 動畫製作- キリノジン
- 動畫製作 - いらゐあす[2]
- 製作 - 彗星社[2]

### 主題曲
「HOT♡SUMMER」
千原獅音（山本和臣）演唱的主題曲。作詞是PA-NON、作曲・編曲是だいふく。

### 每集列表
| 集數 | 原文標題 | 中文標題                     | 劇本       | 分鏡           | 導演           | 作畫監督      | 首播日期      |
| ---- | -------- | ---------------------------- | ---------- | -------------- | -------------- | ------------- | ------------- |
| 1    |          | 從今天開始妳就是我的女人了   | 黒崎エーヨ | ちょっこう     | 本山竜         | Kim Jeong Lim | 2021年 4月5日 |
| 2    |          | 我們已經跨越了那條線喔       | 黒崎エーヨ | ちょっこう     | 本山竜         | Kim Jeong Lim | 4月12日       |
| 3    |          | 有什麼好藏的，我們都是男的吧 | 黒崎エーヨ | わたせとしひろ | わたせとしひろ | Kim Jeong Lim | 4月19日       |
| 4    |          | 我從以前就很喜歡你這一點     | 黒崎エーヨ | わたせとしひろ | わたせとしひろ | Kim Jeong Lim | 4月26日       |
| 5    |          | 都是男生的話就不算了吧?      | 黒崎エーヨ | わたせとしひろ | わたせとしひろ | Kim Jeong Lim | 5月3日        |
| 6    |          | 就算是謊話也不要那麼說啊     | 黒崎エーヨ | わたせとしひろ | わたせとしひろ | Kim Jeong Lim | 5月10日       |
| 7    |          | 讓我來證明你的想法吧         | 黒崎エーヨ | ちょっこう     | 本山竜         | Kim Jeong Lim | 5月17日       |
| 8    |          | 要做到最後喔                 | 黒崎エーヨ | ちょっこう     | 本山竜         | Kim Jeong Lim | 5月24日       |

## 外部連結
- 漫畫第1話 （页面存档备份，存于）（日語）
- 電視動畫官方網站 （页面存档备份，存于）（日語）